# Đầu tư (kinh tế vĩ mô)
Đầu tư, trong kinh tế học vĩ mô, chỉ việc gia tăng tư bản nhằm tăng cường năng lực sản xuất tương lai. Đầu tư, vì thế, còn được gọi là hình thành tư bản hoặc tích lũy tư bản. Tuy nhiên, chỉ có tăng tư bản làm tăng năng lực sản xuất vật chất mới được tính. Còn tăng tư bản trong lĩnh vực tài chính tiền tệ và kinh doanh bất động sản bị loại trừ. Việc gia tăng tư bản tư nhân (tăng thiết bị sản xuất) được gọi là đầu tư tư nhân. Việc gia tăng tư bản xã hội được gọi là đầu tư công. Mặc dù đầu tư làm tăng năng lực sản xuất (phía cung của nền kinh tế), song việc xuất tư bản để đầu tư lại được tính vào tổng cầu. Đầu tư tư nhân I và đầu tư công G là các nhân tố quan trọng hình thành tổng cầu Y trong phương trình: Y = C + I + G + X - M (với C là tiêu dùng cá nhân, X là xuất khẩu và M là nhập khẩu).
Trong kinh tế học vĩ mô, đầu tư tư nhân được coi là hàm số của thu nhập và lãi suất thực tế.
Theo phương pháp hạch toán GDP: tổng đầu tư tư nhân bao gồm trang thiết bị, nhà ở, văn phòng mới xây dựng, chênh lệch hàng tồn kho của các hãng kinh doanh. Như vậy, đầu tư trong GDP là đầu tư vào mua tư liệu mới, không bao gồm đầu tư tài chính và các khoản cho vay.